# Gabicce Mare
Gabicce Mare egy község Olaszország Marche régiójában, Pesaro és Urbino megyében.

## Elhelyezkedése
Marche legészakibb adria-parti települése. Emilia-Romagna régióval határos.

## Testvérvárosok
- Ötigheim, Németország
- Brüsszel, Belgium
- Guastalla, Olaszország
- Eguisheim, Franciaország

## Galéria

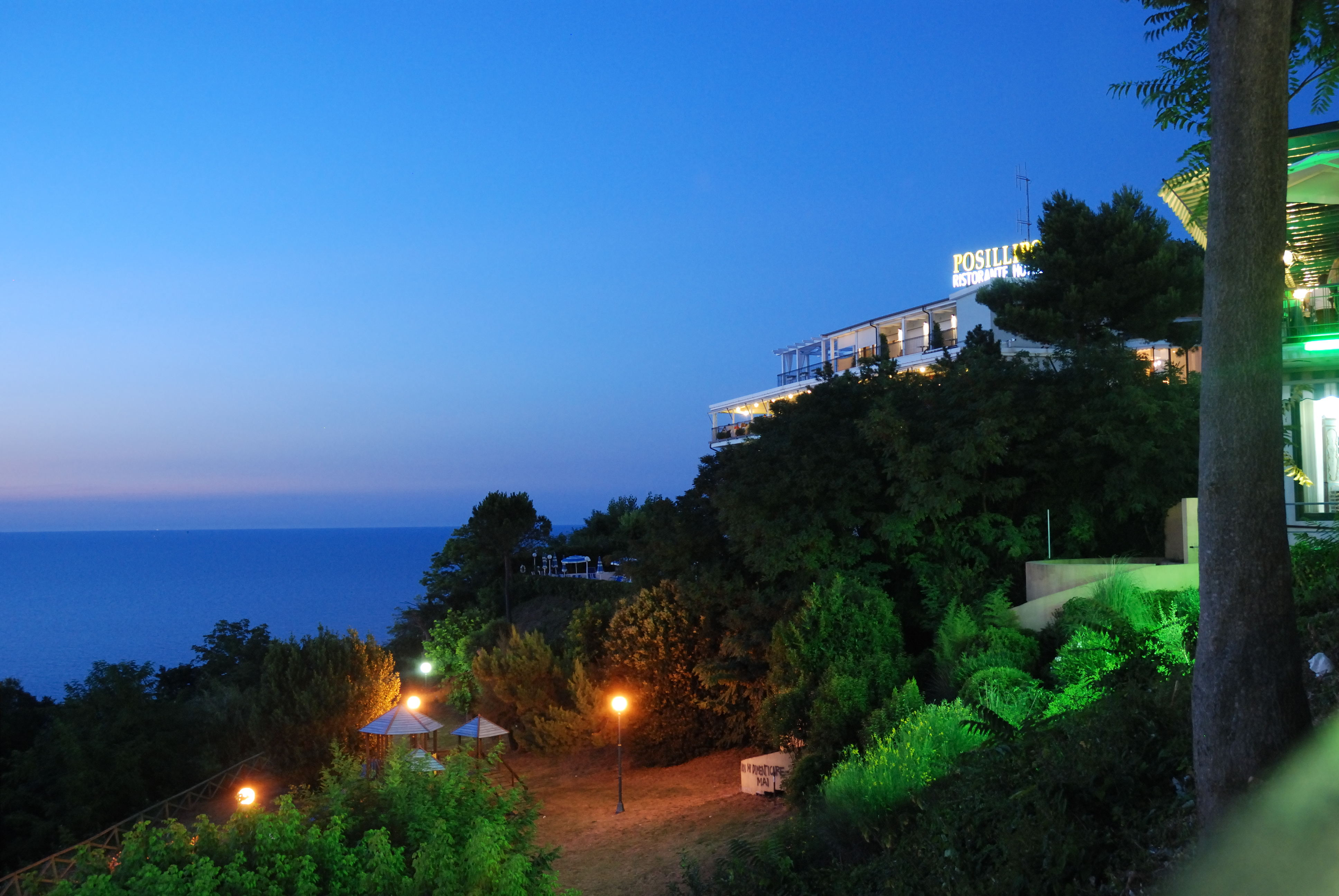
Kilátás Gabicce Monte felől
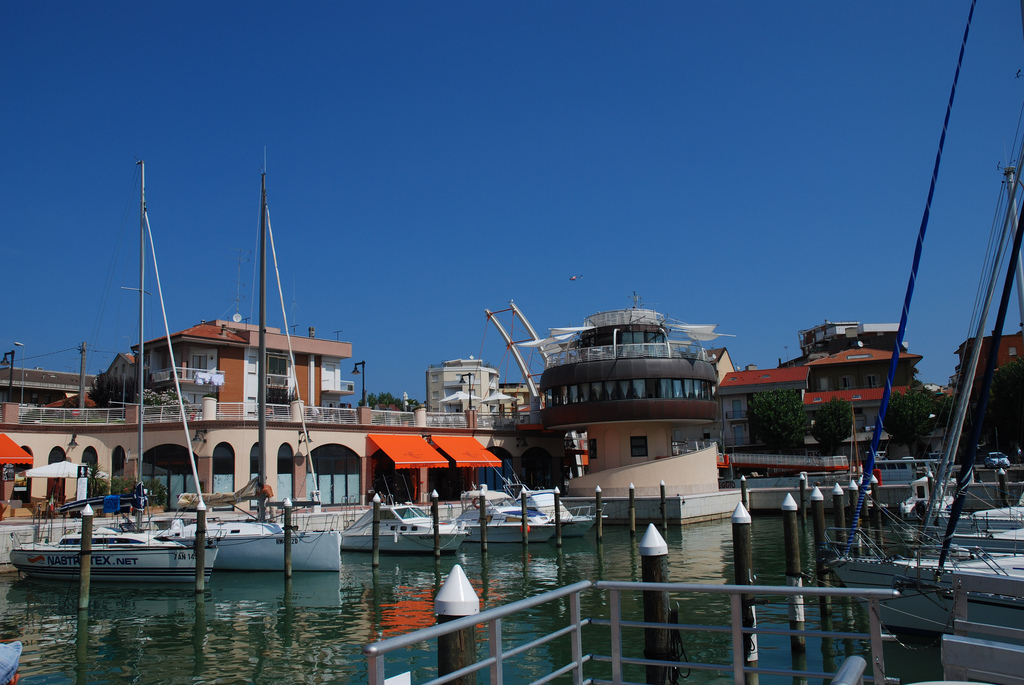
Gabicce Mare kikötője

### Fordítás
- Ez a szócikk részben vagy egészben  a   Gabicce Mare című olasz Wikipédia-szócikk fordításán alapul.  Az eredeti cikk szerkesztőit annak laptörténete sorolja fel. Ez a jelzés csupán a megfogalmazás eredetét és a szerzői jogokat jelzi, nem szolgál a cikkben szereplő információk forrásmegjelöléseként.